# Trovanje gvožđem
Trovanje gvožđem je prezasićenost gvožđem uzrokovana velikim unosom velikog viška gvožđa. Ona je akutne prirode. Do ove pojave može da dođe prvenstveno kod mlade dece koja su konzumirala velike količine suplementacionih pilula gvožđa. One podsećaju na bombone i u širokoj su upotrebi, između ostalog i od strane trudnica. Približno 3 grama je letalno za dvogodišnje dete. 
Restrikcije veličine pakovanja kontejnera suplemenata su u upotrebi u SAD-u. Granica od 250  elementarnog gvožđa se koristi od 1978. Primena ovih preporuke za veličinu pojedinačna pakovanja se smatra da je dovela do umanjenja broja fatalnosti od nekoliko godišnje do praktičnog odsustva od 1998. Nisu poznati slučajevi trovanja gvožđem koji bi bili vezani za iskopavanje i preradu rude gvožđa.

## Toksične doze
Potencijalna toksičnost se može proceniti iz količine unetog gvožđa. Terapeutska doza za anemiju usled deficijencije gvožđa je 3–6 . Toksični efekti počinju da se javljaju u dozama iznad 10–20  elementarnog gvožđa. Unos više od 50  elementarnog gvožđa proizvodi jaku toksičnost.
- 325- tableta fero sulfata sadrži 65  (20%) elementarnog gvožđa
- 325- tableta fero glukonata sadrži 39  (12%) elementarnog gvožđa
- 325- tableta fero fumarat sadrži 107.25  (33%) elementarnog gvožđa

## Spoljašnje veze
- Opšta praksa Архивирано на веб-сајту  (4. фебруар 2012)
- Trovanje gvožđem

|  | Molimo Vas, obratite pažnju na važno upozorenje u vezi sa temama iz oblasti medicine (zdravlja). |